# 姚庭财
姚庭财（1957年—），辽宁新民人，汉族，中华人民共和国政治人物、第十二届全国人民代表大会辽宁地区代表。
毕业于东北财经大学会计专业，加入中国共产党，担任辽宁华福实业股份有限公司董事长。2013年，被选为全国人大代表。2016年因涉嫌贿选被认定当选无效。